# Spokojnie, tatuśku
Spokojnie, tatuśku – amerykańska tragikomedia z 1989 roku.

## Obsada
- Steve Martin - Gil Buckman
- Dianne Wiest - Helen Buckman
- Dennis Dugan - David Brodsky
- Mary Steenburgen - Karen Buckman
- Paul Linke - George Bowman
- Jason Robards - Frank Buckman
- Rick Moranis - Nathan Huffner
- Tom Hulce - Larry Buckman
- Martha Plimpton - Julie Buckman
- Keanu Reeves - Tod Higgins
- Harley Jane Kozak - Susan Buckman
- Joaquin Phoenix - Garry Buckman-Lampkin

i inni

## Nagrody i nominacje
Oscary za rok 1989
- Najlepsza piosenka - "I Love to See You Smile" - muz. i sł. Randy Newman (nominacja)
- Najlepsza aktorka drugoplanowa - Dianne Wiest (nominacja)

Złote Globy 1989
- Najlepszy aktor w komedii lub musicalu - Steve Martin (nominacja)
- Najlepsza aktorka drugoplanowa - Dianne Wiest (nominacja)
- Najlepsza piosenka - "I Love to See You Smile" - muz. i sł. Randy Newman (nominacja)